# 베터 우먼
《베터 우먼》(영어: The Better Woman)는 2019년 방영된 필리핀의 드라마이다.